# Fantômas contre Fantômas (film, 1949)
Pour les articles homonymes, voir Fantômas contre Fantômas.
Pour plus de détails, voir Fiche technique et Distribution.
Fantômas contre Fantômas est un film français réalisé par Robert Vernay en 1948, sorti en 1949.

## Synopsis
Qui est Fantômas, dont les crimes terrorisent de nouveau Paris ? Une fois de plus, Juve et Fandor s'attèlent à la tâche. Un mystérieux chirurgien opère ses victimes, annihile leur volonté, les transforme en meurtriers. Mais ce Bréval est-il Fantômas ou bien Fantômas n'est-il plus qu'un cadavre rongé par l'acide sulfurique ?

## Fiche technique
- Réalisation : Robert Vernay
- Adaptation : Solange Térac d'après les romans de Marcel Allain
- Dialogues : Pierre Laroche
- Photographie : Maurice Barry
- Musique : Joe Hajos
- Décors : Raymond Gabutti
- Son : Lucien Legrand
- Montage : Marthe Poncin
- Production : Latino Consortium Cinéma
- Directeur de production : Dominique Drouin
- Pays :  France
- Pellicule 35 mm, Noir et blanc
- Genre : Film policier
- Durée : 95 minutes
- Date de sortie : 
  - France - 18 mars 1949
- Affiches : Hervé Morvan, René Péron (France)